# أشلي سيكستون
أشلي سيكستون (بالإنجليزية: Ashley Sexton)‏ مواليد 21 أكتوبر 1987، هو ملاكم محترف إنجليزي يصنف ضمن فئة وزن الريشة.

## إحصائيات
خاض خلال مسيرته 20 نزالا، فاز في 16 وتعادل في 2 وخسر في 2. فاز بالضربة القاضية في 5 نزالات.

## روابط خارجية
- أشلي سيكستون على موقع بوكس ريك (الإنجليزية) (registration required)